# Джаявиджая (планина)
Вижте пояснителната страница за други значения на Джаявиджая.
Джаявиджая (на индонезийски: Pegunungan Jayawijaya) е планина в Индонезия, част от планинска верига Маоке. Най-високият връх е Пунчак Мандала с височина от 4760 m н.в.